# 田中義克
田中 義克（たなか よしかつ、1951年 - 2024年2月15日）は、日本の自動車技術者、実業家。トヨタ自動車北海道代表取締役社長を経て、北海道立総合研究機構理事長。元北海道経済連合会副会長。

## 人物・経歴
愛知県刈谷市出身。愛知県立刈谷高等学校、名古屋工業大学機械工学専攻を経て、1976年名古屋大学大学院工学研究科機械工学専攻修士課程修了、トヨタ自動車工業入社。1997年トヨタ自動車製造部長。2004年からトヨタ自動車常務役員として、三好工場長、衣浦工場長、明知工場長を務めた。2006年トヨタ自動車北海道代表取締役社長。2010年北海道機械工業会会長。2014年北海道経済連合会副会長。2017年トヨタ自動車北海道顧問。2018年北海道立総合研究機構理事長。2024年2月15日、病気のため死去。72歳没。